# Љубић (Витез)
Љубић је насељено место у Босни и Херцеговини у општини Витез. Административно припада Федерацији Босне и Херцеговине, односно њеном Средњобосанском кантону. Према попису становништва из 2013. у насељу је било 482 становника, а већинску популацију у насељу чинили су Бошњаци.

## Становништво
По последњем службеном попису становништва из 2013. године у насељу Љубић живело је 482 становника, а село је било етнички хомогено са већинском бошњачком популацијом. Пре рата у БиХ Љубић је било село са српском етничком већином.
| Националност | 2013. | 1991.        | 1981.        | 1971.        | 1961.        |
| Бошњаци      | —     | 107 (47,35%) | 84 (33,07%)  | 90 (29,41%)  | 81 (27,74%)  |
| Хрвати       | —     | 8 (3,54%)    | 13 (5,11%)   | 0            | 0            |
| Срби         | —     | 109 (48,23%) | 142 (55,91%) | 216 (70,59%) | 211 (72,26%) |
| Југословени  | —     | 0            | 15 (5,90%)   | 0            | 0            |
| остали       | —     | 2 (0,88%)    | 0            | 0            | 0            |
| Укупно       | 482   | 226          | 254          | 306          | 292          |